# Carpiquet
Carpiquet is een gemeente in het Franse departement Calvados (regio Normandië). De plaats maakt deel uit van het arrondissement Caen. Carpiquet telde op 1 januari 2022 3.266 inwoners.

## Geografie
De oppervlakte van Carpiquet bedroeg op 1 januari 2022 5,88 vierkante kilometer; de bevolkingsdichtheid was toen 555,4 inwoners per km².
De onderstaande kaart toont de ligging van Carpiquet met de belangrijkste infrastructuur en aangrenzende gemeenten.

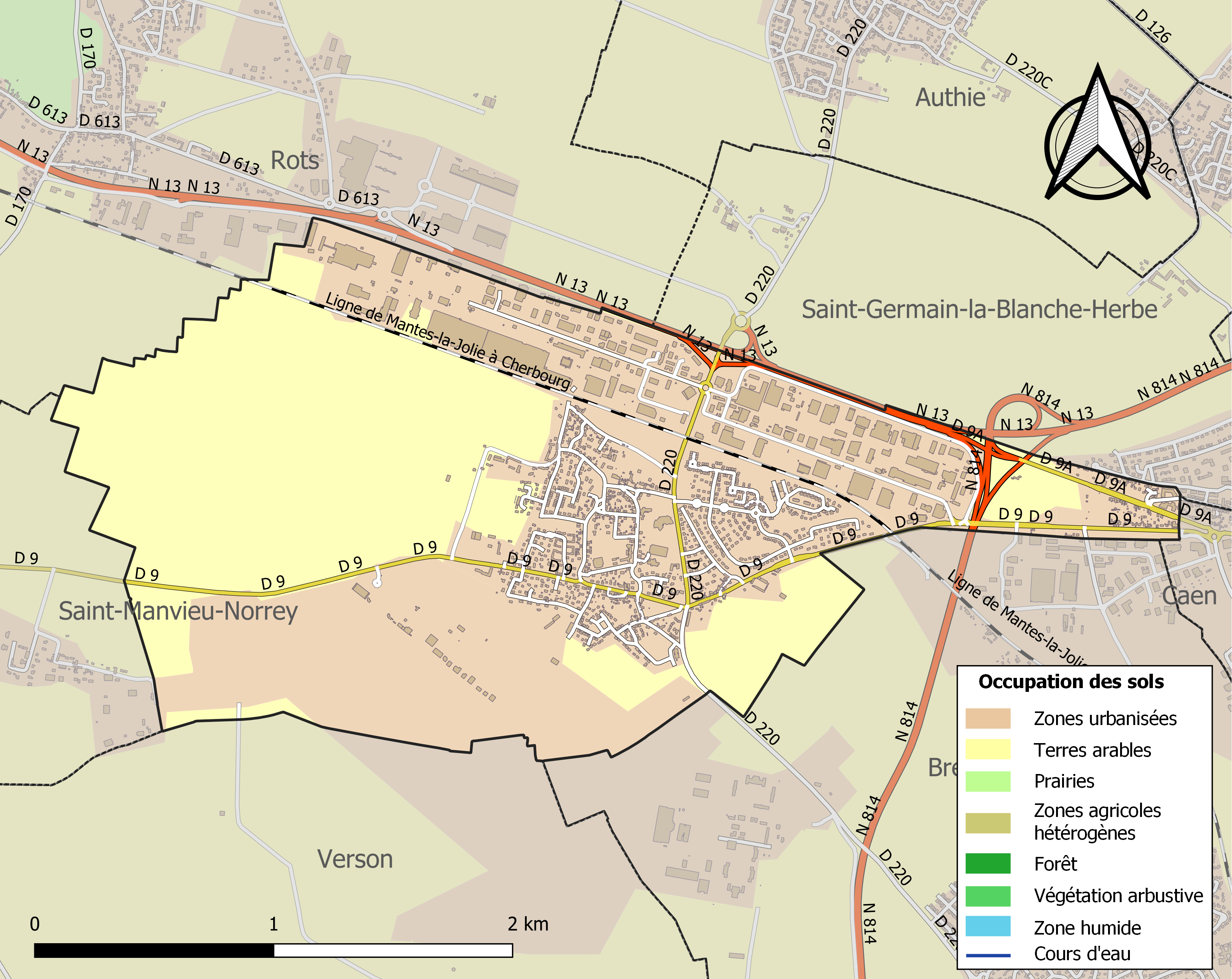

## Demografie
Onderstaande figuur toont het verloop van het inwonertal (bron: INSEE-tellingen).
Vanwege een beveiligingsprobleem met de MediaWiki Graph-software is het momenteel niet mogelijk deze grafiek weer te geven. Zodra de software is bijgewerkt zal de grafiek vanzelf weer zichtbaar worden.